# Giovanni Brunero
Giovanni Brunero (San Maurizio Canavese, 4 ottobre 1895 – Cirié, 23 novembre 1934) è stato un ciclista su strada italiano. 
Fu professionista tra gli anni 1919 e 1929, durante i quali riuscì a imporsi in tre edizioni del Giro d'Italia, in due del Giro di Lombardia e in una Milano-Sanremo

## Carriera

### Inizi
Dopo aver partecipato alla prima guerra mondiale tra le file dei Bersaglieri ciclisti, nel 1919, forte della vittoria del campionato italiano su strada dilettanti, passò professionista con la squadra con cui corse per tutta la carriera: la storica Legnano, che abbandonò nel solo 1928 per correre nella Wolsit. Nel 1920 il giovane Brunero mostrò subito le sue qualità conquistando piazzamenti importanti: quinto alla Milano-Sanremo, terzo al campionato italiano, un secondo e un terzo posto in due tappe del Giro d'Italia (il primo a cui prese parte ma che non riuscì a concludere), secondo al Giro di Lombardia. Al Giro dell'Emilia invece riuscì a staccare tutti, cogliendo così il primo successo da professionista.

### 1921 e 1922
Il 1921 gli regalò diverse soddisfazioni: al Giro d'Italia, dopo aver conquistato vari piazzamenti, si aggiudicò l'impegnativa settima frazione da Roma a Livorno e conquistò per la prima volta la leadership della classifica generale, che conservò fino a Milano, conquistando così il successo finale. Nelle corse a tappe Brunero si piazzò secondo al Giro della Provincia di Milano, mentre continuò ad essere ottimo il suo comportamento anche nelle gare in linea: vinse il Giro del Piemonte e si piazzò secondo alla Milano-Sanremo, alla Milano-Torino, al campionato italiano e al Giro dell'Emilia.
I progressi e le vittorie continuarono nel 1922: al Giro d'Italia dopo un inizio difficile (aveva conquistato la vittoria nella prima tappa ma fu declassato e penalizzato di diversi minuti per aver sostituito una ruota, cosa vietata dai regolamenti dell'epoca) si riprese e nella tappa con arrivo a Firenze scalzò dal primo posto in classifica Bartolomeo Aymo e si avviò alla conquista del secondo successo consecutivo nella più importante gara a tappe italiana, suggellato anche dalla affermazione nell'ultima tappa sul tradizionale arrivo a Milano. Nello stesso anno vinse il Giro della Provincia di Milano e, soprattutto, riuscì a conquistare la Milano-Sanremo. Al campionato italiano e al Giro di Romagna invece si piazzò terzo.

### Dal 1923 al 1925
Nel 1923 fu ancora protagonista al Giro d'Italia e diede vita ad un duello con Costante Girardengo, uscendo sconfitto nella classifica finale per appena 37 secondi. Il "Campionissimo" Girardengo gli regalò un'altra amarezza al campionato italiano, proprio come negli anni precedenti, in cui il novese risultò sempre vincitore e Brunero sempre piazzato. La stagione di Brunero, che annoverava anche il terzo posto alla Milano-Torino, fu suggellata dal primo successo al Giro di Lombardia e dalla vittoria al Giro di Romagna. Nel 1924 Brunero decise di non prendere parte al Giro d'Italia per schierarsi, per la prima volta, al via del Tour de France. Non fu un'esperienza molto fortunata: dopo aver vinto la tappa di Briançon e ottenuto un secondo e un terzo posto in altre due frazioni, fu costretto al ritiro a pochi giorni dal termine quando nella classifica generale occupava la terza posizione.
La corsa fu poi vinta da Ottavio Bottecchia, che si ripeté l'anno seguente. A salvare la stagione di Brunero ci fu il bis nel Giro di Lombardia dove riuscì a prendersi una delle tante rivincite su Girardengo. Nel 1925 tornò a partecipare al Giro d'Italia ma nel corso della gara esplose finalmente il compagno di squadra Alfredo Binda, che prese subito il comando della classifica e contrastò Girardengo. Brunero non ostacolò le ambizioni del compagno e così si accontentò di vincere la tappa di Sulmona e di conquistare tre terzi posti di tappa oltre a quello nella classifica generale finale. Di rilievo in questa stagione il secondo posto nella Milano-Sanremo e i terzi posti conquistati al Giro dell'Emilia e al Giro del Veneto.

### Dal 1926 al ritiro
Nel 1926 il suo Giro d'Italia iniziò con l'idea di assecondare ancora una volta Binda, ma un incidente meccanico penalizzò l'atleta di Cittiglio. Brunero, che già si era piazzato due volte secondo e due volte terzo, approfittò della situazione e dopo aver preso il comando della classifica a Sulmona (dove si piazzò ancora secondo), diede il colpo decisivo vincendo nella tappa successiva con arrivo a Terni. L'aiuto di Binda poi gli consentì di conservare il primo posto in graduatoria e di consacrarsi a Milano come primo atleta in assoluto a vincere per tre volte il Giro. Poco dopo si piazzò ancora una volta terzo al campionato italiano, battuto proprio dal compagno Binda.
Il 1927 fu l'ultima grande annata di Brunero: per l'ennesima volta protagonista al Giro, tornò ad aiutare Alfredo Binda nella storica edizione che vide il varesino vincere ben 12 tappe su 15, record tuttora imbattuto. Per Brunero tanti piazzamenti (tre terzi posti e due secondi posti) e una vittoria nella tappa con arrivo a Trieste. In classifica finale terminò al secondo posto proprio dietro al compagno Binda. Il terzo posto alla Milano-Sanremo del 1928 fu, assieme al nono posto finale al Giro d'Italia, l'ultimo risultato di rilievo conseguito da Brunero, che terminò l'attività agonistica l'anno successivo.

## Dopo il ritiro
Morì nel 1934, dopo aver compiuto da poche settimane 39 anni, a causa di un male incurabile.

## Palmarès
- 1919 (dilettanti)

Campionati italiani, Prova in linea Dilettanti
Coppa del Re
- 1920 (Legnano, una vittoria)

Giro dell'Emilia
- 1921 (Legnano, tre vittorie)

7ª tappa Giro d'Italia (Roma > Livorno)
Classifica generale Giro d'Italia
Giro del Piemonte
- 1922 (Legnano, sette vittorie)

Milano-Sanremo
7ª tappa Giro d'Italia (Roma > Firenze)
10ª tappa Giro d'Italia (Torino > Milano)
Classifica generale Giro d'Italia
Prova su strada Giro della Provincia di Milano (con Gaetano Belloni)
Prova dell'australianaGiro della Provincia di Milano (con Gaetano Belloni)
Classifica generale Giro della Provincia di Milano (con Gaetano Belloni)
- 1923 (Legnano, tre vittorie)

Giro di Romagna
Giro di Lombardia
Classifica generale Giro della Provincia di Torino (con Costante Girardengo)
- 1924 (Legnano, cinque vittorie)

10ª tappa Tour de France (Nizza > Briançon)
Giro di Lombardia
Prova su strada Giro della Provincia di Milano (con Bartolomeo Aymo)
Prova dell'australiana Giro della Provincia di Milano (con Bartolomeo Aymo)
Classifica generale Giro della Provincia di Milano (con Bartolomeo Aymo)
- 1925 (Legnano, una vittoria)

8ª tappa Giro d'Italia (Benevento > Sulmona)
- 1926 (Legnano, tre vittorie)

8ª tappa Giro d'Italia (Sulmona > Terni)
Classifica generale Giro d'Italia
Classifica generale Giro della Provincia di Torino (con Alfredo Binda)
- 1927 (Legnano, una vittoria)

13ª tappa Giro d'Italia (Treviso > Trieste)

## Piazzamenti

### Grandi giri
- Giro d'Italia

1920: ritirato
1921: vincitore
1922: vincitore
1923: 2º
1925: 3º
1926: vincitore
1927: 2º
1928: 9º
- Tour de France

1924: ritirato (14ª tappa)

### Classiche monumento
- Milano-Sanremo

1920: 5º
1921: 2º
1922: vincitore
1923: 4º
1924: 14º
1925: 2º
1927: 9º
1928: 3º
- Giro di Lombardia

1920: 2º
1921: 4º
1922: 5º
1923: vincitore
1924: vincitore
1925: 5º
1927: 7º